# 曾展望
曾展望（英語：Tsang Randal Gin Mong，1997年10月12日—），別名GM，香港男演員及節目主持、道士，現為無綫電視經理人合約藝員，曾為《#後生仔傾偈》「後生仔」成員之一。

## 背景
曾展望生於美國洛杉磯，早年在新界葵盛生活。他在2003年至2009年間就讀聖公會仁立小學，2009年至2015年間升讀聖公會林護紀念中學，並曾在2012年出任該校第22屆學生會幹事（秘書）。他其後於2015年至2019年入讀香港理工大學工商管理學院會計系，擅長拉丁舞、籃球、結他、田徑以及手球項目。
曾展望在2020年6月23日《#後生仔傾偈》透露，自己目前是一名七品道士。故此，他也曾於劇集裏飾演道士或跟道士有相關的角色，例如《金宵大廈2》的「陳健力」一角。2021年4月成為無綫電視經理人合約藝人。

## 演出作品

### 主持節目（無綫電視）
| 首播        | 節目                                    | 備註                                         |
| 2018-2021年 | Think Big天地                           | 冒險之旅角色為爵士                           |
| 2018-2021年 | #後生仔                                 | 「後生仔」2.0                                |
| 2018-2019年 | Y Angle                                 |                                              |
| 2020年      | #後生仔同港姐傾吓偈 #後生仔睇完港姐傾吓偈 |                                              |
| 2022年      | 巴打秘景遊                              | 主持（與陳浚霆及焦浩軒合作）                 |
| 2023年      | 請1日假去旅行 (第二輯)                  | 澳門篇，與麥美恩、許文軒及林秀怡一同主持     |
| 2024年      | Mayanne小喇叭                           |                                              |
| 2025年      | 奇情谷                                  | 主持（第35、36集除外）（與吳若希、火火合作） |

### 綜藝節目（無綫電視）
| 首播         | 節目                                             | 備註                                            |
| 2018年       | 美女廚房                                         | 評判                                            |
| 2019年       | 姊妹淘                                           | 固定演出                                        |
| 2019年       | 跨跨跨世代                                       | 固定演出                                        |
| 2019至2021年 | 一屋後生仔                                       | 固定演出                                        |
| 2020年       | 你估我唔到                                       | 固定演出                                        |
| 2020年       | 安樂蝸                                           | 固定演出                                        |
| 2020年       | 歡樂滿東華                                       | 固定演出                                        |
| 2020年       | 衝上雲霄大選                                     | 固定演出                                        |
| 2021年       | 慈善星輝仁濟夜                                   | 固定演出                                        |
| 2021年       | 不能只有我看到的便利店追女神食譜                 | 固定演出                                        |
| 2022年       | 加油！小店                                       | 東方衛視、香港電視廣播有限公司聯合製作 固定演出 |
| 2022年       | 周末集結                                         |                                                 |
| 2023年       | 香港同胞慶祝中華人民共和國成立七十四周年文藝晚會 |                                                 |
| 2025年       | 今晚乜都拗                                       | 第2, 9, 11, 14集                                |
| 2025年       | 女神配對計劃                                     |                                                 |

### 電視劇（無綫電視）
| 首播       | 劇集              | 角色                          |
| 2018年     | 救妻同學會        | Parker之助手                  |
| 2020年     | 香港愛情故事      | 陳欣茵之男友（第3－4集）      |
| 2021年     | 逆天奇案          | 記者（第3、10－11、17、20集） |
| 2021年     | 星空下的仁醫      | 況叢昕（青年）                |
| 2021年至今 | 愛·回家之開心速遞 | Mike Tong                     |
| 2022年     | 青春不要臉        | 龍                            |
| 2022年     | 金宵大廈2         | 陳健力（第1-2集）             |
| 2022年     | 金宵大廈2         | 陳燕京（第9集）               |
| 2022年     | 美麗戰場          | 文傑（第1集）                 |
| 2022年     | 法證先鋒V         | 周卓軒                        |
| 2025年     | 奪命提示          | 高頓（第24、27－28、30集）    |

### 電視劇（邵氏兄弟）
| 首播   | 劇集     | 角色              |
| 2023年 | 廉政狙擊 | 李子南 第13－15集 |

### 音樂錄像
| 首播   | 歌手   | 歌名       |
| 2019年 | 菊梓喬 | 沒有你開始 |
| 2021年 | 吳若希 | 錯的一天   |

## 獎項及提名
| 年份   | 獎項                                   | 結果 |
| ------ | -------------------------------------- | ---- |
| 2022年 | 萬千星輝頒獎典禮2022「飛躍進步男藝員」 | 提名 |

## 資料來源
1. ↑  . Kiss. 2024-04-18  [2024-06-17]. （原始内容存档于2024-03-27） （中文（香港））.
2. ↑  . www.lamwoo.edu.hk.   [2023-12-16]. （原始内容存档于2023-12-16）.
3. ↑  林迅景. . 香港01. 2018-10-07  [2020-02-10]. （原始内容存档于2019-10-08） （中文（香港））.
4. ↑  新任後生仔KOL第二彈 有內衣設計學生 仲有打機女神！
5. ↑  .   [2020-03-11]. （原始内容存档于2019-06-27）.
6. ↑  菊梓喬同23歲小鮮肉鬥戲　齊齊轉到頭暈
7. ↑  SUPER Boy God ~ 後生仔GM最靚仔 > 曾展望 []
8. ↑  .   [2020-03-11]. （原始内容存档于2020-09-19）.
9. ↑  . 新浪香港. 2023-09-26  [2023-09-26]. （原始内容存档于2023-09-28）.

## 外部連結
- 曾展望的Instagram帳戶